# Royal Ontario Museum
Il Royal Ontario Museum, comunemente conosciuto come ROM, anche noto in italiano come Museo Reale dell'Ontario, è uno dei maggiori musei per la cultura mondiale e per le scienze naturali nella città di Toronto. ROM è il più grande museo del Canada ed il quinto per dimensioni del Nord America. Vi sono custoditi oltre sei milioni di oggetti in oltre 40 gallerie. Possiede una notevole collezione di dinosauri, arti medio orientali, africane ed est asiatiche, storia Europea e storia canadese.
Il museo si trova all'angolo di Bloor Street e Avenue Road, a nord del Queen's Park ed a est della passeggiata dei filosofi della Università di Toronto. Fondato nel 1912 dal governo provinciale, il Royal Ontario Museum fu assegnato all'Università nel 1968. Adesso è un'istituzione indipendente, ma il museo ancora mantiene stretti rapporti con l'università, spesso di condivisione di competenze e risorse.

## Costruzione

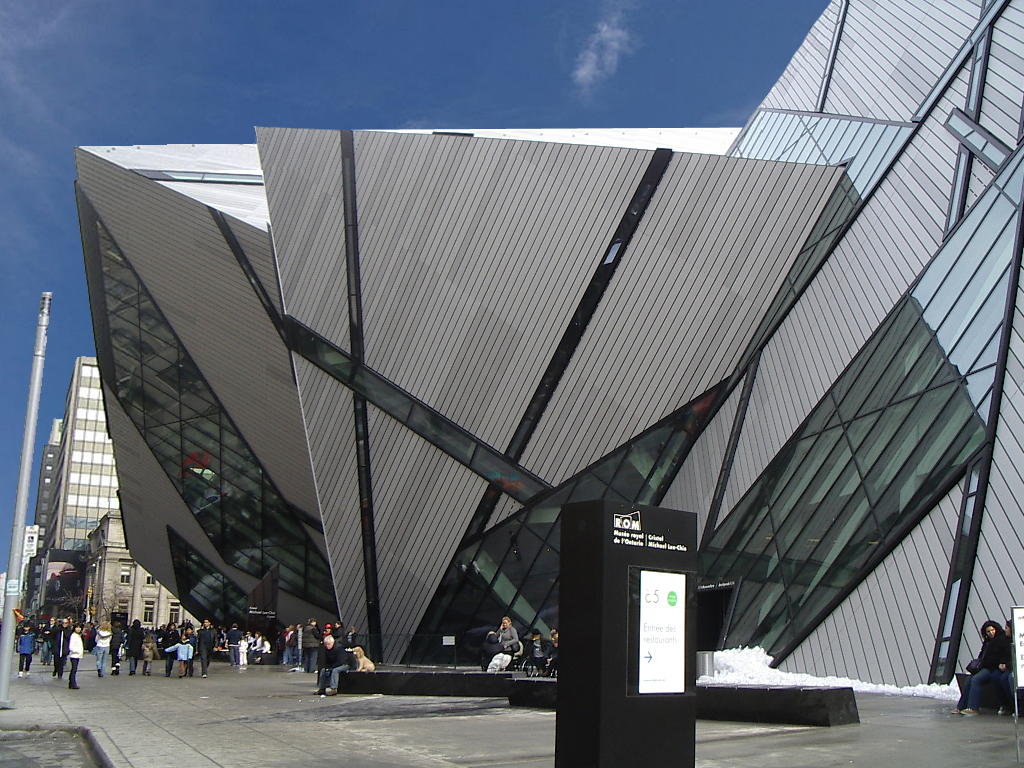
Veduta da Bloor Street

Inaugurato il 14 marzo 1914 dal principe Arturo, duca di Connaught, Governatore generale del Canada, la forma originale del museo venne progettata dagli architetti a Frank Darling e John A. Pearson. Lo stile architettonico è un italiano neo-romanico, popolarissimo nel nord America negli anni settanta dell'Ottocento. La struttura è fortemente massiccia e portante circondata da finestre ad arco ed a semi arco, con colonnine e modellature.
Quando il sito del museo è stato scelto, la zona era ancora alla periferia di Toronto e lontano dal quartiere finanziario. La località è stata scelta soprattutto per la sua vicinanza con l'Università di Toronto. L'edificio originale è stato costruito sul bordo occidentale della proprietà lungo la passeggiata dei filosofi dell'università, con ingresso in Bloor Street. Questa è la prima delle tre fasi dell'espansione del museo verso Queen's Park, crescendo il museo prese la forma di una H.

### Prima espansione

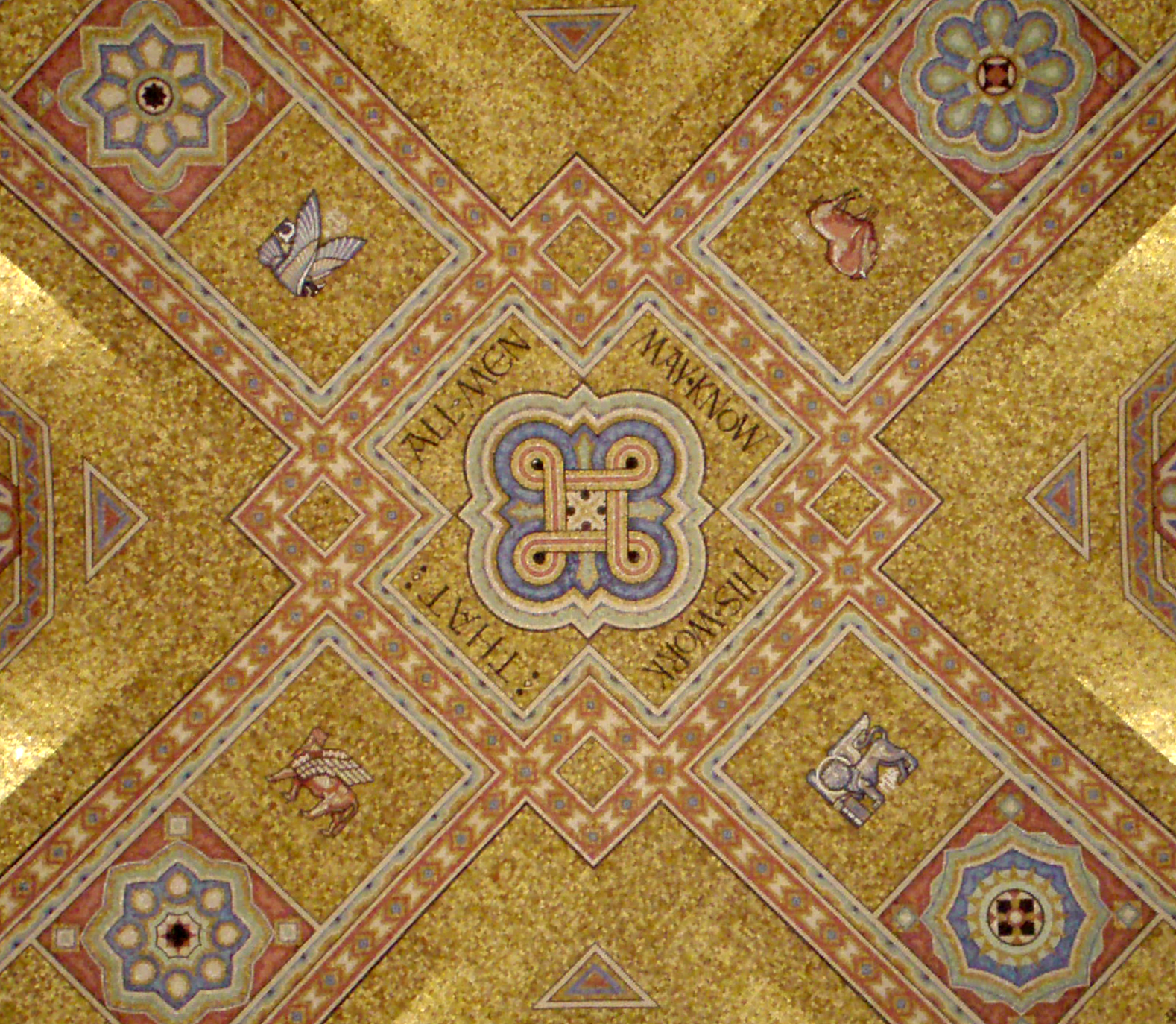
Mosaico in stile neobizantino della cupola

La prima espansione del ROM è stata la costruzione dell'ala di fronte a Queen's Park. Progettata da Alfred H. Chapman e James Oxley, per la sua realizzazione fu demolita la casa Argyle, una villa Vittoriana al 100 di Queen's Park. Inaugurata il 12 ottobre 1933, fu aggiunta una nuova grande entrata, fu anche realizzato un mosaico in stile neobizantino. L'ampliamento richiese un numero di uomini maggiori dell'occorrenza per poter dare occupazione durante la grande depressione, lo scavo per le basi e le fondazioni fatto a mano, con delle alternanze di team di lavoratori.
Il collegamento all'ala posteriore (ovest) e la facciata di Queen's Park inizialmente fu fatta con gli stessi mattoni gialli usati nella costruzione del 1914. Tuttavia, la facciata dell'espansione verso Queen's Park ruppe dal pesante stile italiano della struttura originale. La nuova ala è stata costruita in stile déco con pietra rustica, triple finestre contenute all'interno di incasso ad archi, e di diversi colori in pietra disposti in una varietà di modelli. Lo stile è comune con gli altri edifici in stile neobizantino del nord America, la facciata contiene elementi dello stile gotico come bassorilievi, statue, sculture e gargoyles. Il soffitto è ornato da una rotonda, o rosone, di stile bizantino coperta prevalentemente in oro e in bassorilievi dipinti e mosaici in vetro, il mosaico è colorato con motivi geometrici e animali mitologici.

Nel giornale dell'Istituto Reale di Architettura del Canada, nel 1933, Mathers scrisse sull'espansione: 
L'edificio originale e l'espansione del 1933 sono stati elencati nel patrimonio degli edifici storici di Toronto dal 1973.

### Seconda espansione
La seconda maggiore aggiunta furono le gallerie-terrazze dedicate alla regina Elisabetta II, sul lato nord dell'edificio, e un'altra parte per il curatore del centro a sud, che iniziarono nel 1978 e finirono nel 1984; il progetto fu realizzato da architetti di Toronto: Gene Kinoshita, assieme a Mathers & Haldenby.

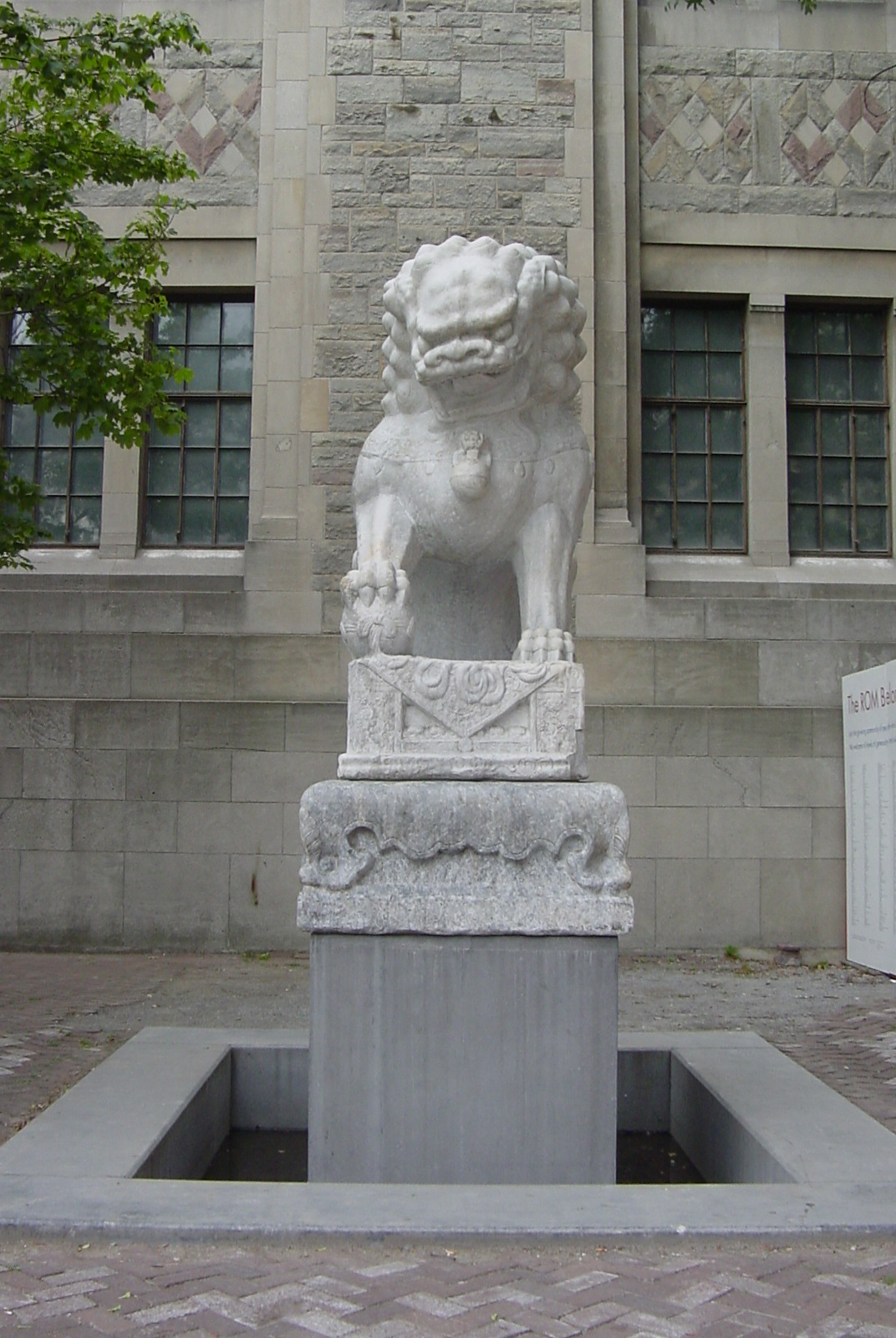
Un leone cinese sul lato Queen's Park

La nuova costruzione significò togliere un giardino cinese all'esterno, a nord della facciata Bloor, con annesso un ristorante interno, che sono stati smantellati.
Nel 1964, il planetario McLaughlin venne aggiunto al sud, e un atrio multi livello venne aggiunto nel 1975, raddoppiando lo spazio del piano. Il planetario venne chiuso nel 1995, poi riaperto temporaneamente nel 1998 come un museo per i bambini. Al giorno d'oggi è usato principalmente come uno spazio per gli uffici e magazzino.
Inaugurato 1984 da Elisabetta II, regina del Canada, l'espansione costò 55 milioni di dollari e fu costruita in un semplice stile moderno utilizzando cemento versato sul posto, vetro, pannelli prefabbricati e pannelli di cemento. L'espansione formò uno strato voluminoso, un passo dietro a Bloor Street, che creò un effetto terrazzo a strati. Questo progetto vinse il Governor General's Award di architettura. Queste gallerie vennero smontate nel 2004 per favorire una nuova espansione progettata dall'architetto Daniel Libeskind.

### Terza espansione

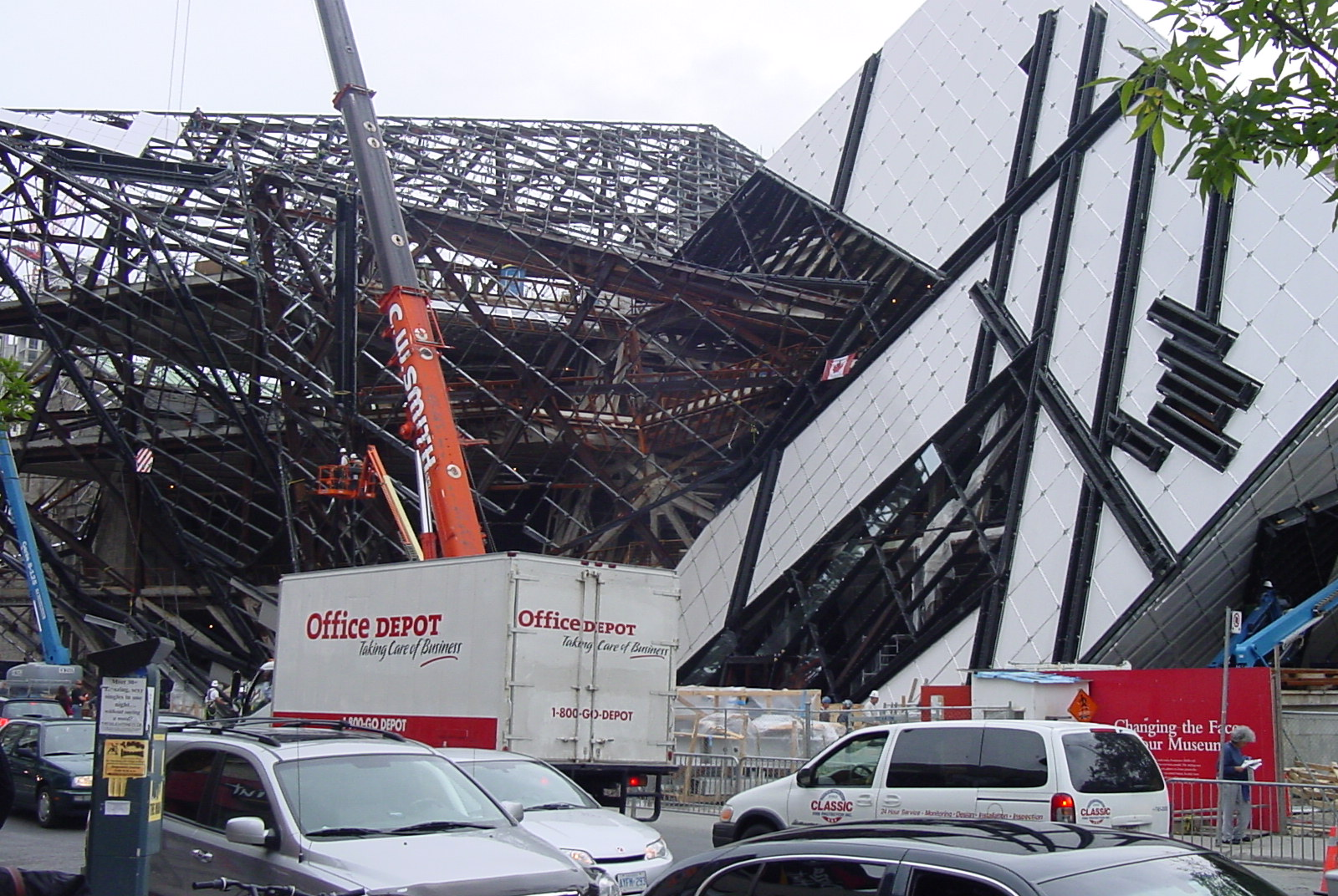
Il ROM nel 2006, durante la realizzazione dell'ampliamento curato da Daniel Libeskind.

Attualmente è in corso di realizzazione un progetto di restauro e di espansione del museo, l'operazione è chiamata Rinascimento del ROM. Le gallerie e gli edifici esistenti sono stati restaurati, le gallerie rinnovate hanno riaperto per fasi, il lavoro è stato completato nel 2007.
L'espansione del museo è stata progettata dall'architetto Daniel Libeskind in collaborazione con lo studio Bregman + Hamann Architects.
Il progetto di Libeskind, è stato scelto tra 50 proposte in un concorso internazionale. Al momento è stata inaugurata l'ala denominata Michael Lee-Chin Crystal, dal nome del mecenate che donò 30 milioni di dollari per la sua costruzione. Questa ala ospita il nuovo ingresso principale al museo, un negozio di souvenir, un ristorante (Ristorante Lounge) e sette ulteriori gallerie. Le terrazze e le gallerie sono state demolite e rimpiazzate con una struttura decostruttivista in vetro, la struttura è formata per il 25% in vetro e per il 75% in alluminio.
I muri del Crystal non toccano i lati dell'edificio esistente, salvo che per l'attraversamento pedonale e il riempimento degli spazi tra i nuovi e i vecchi muri. Anche se progettato per essere conforme alle attuali limitazioni di altezza e di mantenere le linee di vista lungo Bloor Street, il Crystal, in certi punti, va oltre la battuta d'arresto in strada.
L'obiettivo generale del Crystal è quello di fornire trasparenza e accessibilità. Esso cerca di offuscare le linee tra l'area pubblica della strada e la più riservata del museo. L'obiettivo è quello di agire come una soglia aperta dove la gente può animare gli spazi. La hall principale è una sorta di tre atri, chiamata Giacinto Gloria Chen Crystal Court.
Il progetto è simile agli altri lavori di Libeskind, come il Jüdisches Museum di Berlino, il London Metropolitan University Graduate Centre e il Fredric C. Hamilton Building a Denver. Il rivestimento in alluminio estruso anodizzato è stato fabbricato da Josef Gartner, in Germania, l'unica azienda al mondo in grado di produrre il materiale. La società ha anche fornito il rivestimento in titanio per Frank Gehry per il Museo Guggenheim a Bilbao, in Spagna.
Altre parti esistenti del museo sono state rinnovate. Le gallerie sono state allargate, le finestre scoperte, e la parte originale edificata nella prima parte del XX secolo è stata resa più prominente; l'esterno dell'edificio è stato pulito e restaurato. Il restauro delle parti costruite nel 1914 e nel 1933 sono uno dei più grandi progetti sottoscritti dal Canada.
La prima fase del progetto per il Rinascimento del ROM aprì al pubblico il 26 dicembre 2005, inclusa la neo-restaurata Rotonda con la riproduzione delle originali porte di rovere, la parte restaurata è lungo un asse che partendo dalla Rotonda a ovest alle finestra della passeggiata dei filosofi, e dieci rinnovate gallerie, comprendono un totale di circa 9.000 metri quadrati. Questa fase di riapertura delle gallerie include una serie di mostre dedicate alla storia del Giappone, Cina, Corea e delle popolazioni aborigene del Canada.
Per la Ricerca di ulteriori finanziamenti per coprire i costi della seconda fase di costruzione, i direttori del museo prevedono di costruire condomini di lusso sullo spazio attualmente occupato dal Planetario McLaughlin. L'edificio avrebbe contribuito con un extra 3500 metri quadrati di uffici e spazi di stoccaggio, e portato 20 milioni di dollari per la nuova espansione.  Detto piano è stato abbandonato dopo l'opposizione di gruppi del vicinato in un incontro-scontro pubblico il 7 novembre 2005, ma il Museo ancora spera di sviluppare il sito.
Aperto il 1º giugno 2007, dal Governatore Generale Michaëlle Jean, l'apertura architettonica della Michael Lee-Chin Crystal fu controversa. L'opinione pubblica fu divisa in merito al design particolare. Alla sua apertura, la critica della rivista The Globe and Mail Lisa Rochom scrisse Il nuovo ROM fa infuriare il mondo, chiamandolo oppressivo, angustiante, e infernale, mentre altri (forse promossi dal critico di architettura presso il Toronto Star, Christopher Hume) lo salutarono come un monumento di architettura. Il progetto molto costoso e la costruzione molto lunga vengono comparati con il Museo Guggenheim di Bilbao.
In autunno 2007, è stato erroneamente riferito di aver subito perdite di acqua nella Lee-Chin Crystal.  Questo ha causato preoccupazione per la resistenza agli agenti atmosferici per quanto riguarda la nuova costruzione, in particolare di fronte alla nuova struttura nel prossimo inverno. Anche se nel design del Crystal sono stati integrati due strati di rivestimento del sistema, destinato a prevenire la formazione di carichi di neve pericolosi alla struttura, in passato altre creazioni architettoniche di Daniel Libeskind, compreso il Denver Art Museum, hanno sofferto di meteo-complicanze.
Il costo finale del progetto è stimato per 270 milioni di dollari canadesi.

## Le Gallerie
Originariamente, c'erano cinque grandi gallerie al ROM, una ciascuna per i campi archeologia, geologia, mineralogia, paleontologia, zoologia. In generale, nel museo, di pezzi né sono stati classificati molti e la disposizione elegante non era cambiata molto dal tempo di Edwardian. Per esempio, la mostra degli insetti, che si protrasse fino al 1970 ospitava insetti provenienti da tutto il mondo, in lunghe file di vetro, con insetti dello stesso genere disposte all'interno di bacheche, con solo il nome e il percorso della specie e si può trovare una descrizione.
Dal 1960 molte mostre furono allestite all'interno del museo, una delle prime fu la galleria dei dinosauri, stabilizzata a metà degli anni 60. I fossili dei dinosauri furono messi in pose dinamiche su uno sfondo di paesaggi contemporanei. La mostra è diventata molto descrittiva e interpretativa, alle volte, come con le estinzione del mammut, offre differenti teorie.
Questa tendenza è continuata, e fino ad oggi le gallerie divennero poco stabili, ma più dinamiche o descrittive e interpretative.
Questa tendenza ha avuto probabilmente un culmine nel 1980 con l'apertura di The Bat Cave (La grotta dei pipistrelli), in cui un sistema audio, luci stroboscopiche e sbuffi di aria mite tentano di ricreare l'esperienza di camminare in una grotta con uno storno di pipistrelli che volano sopra la testa.
Le gallerie originali erano semplicemente chiamate dopo il loro oggetto materiale, ma in anni più recenti, le singole gallerie sono denominate in onore di sponsor che hanno donato significative raccolte di fondi. Ci sono ora le principali categorie di gallerie presenti nella ROM: le Gallerie di Storia Naturale e il Mondo Cultura Gallerie.

### Galleria di storia naturale

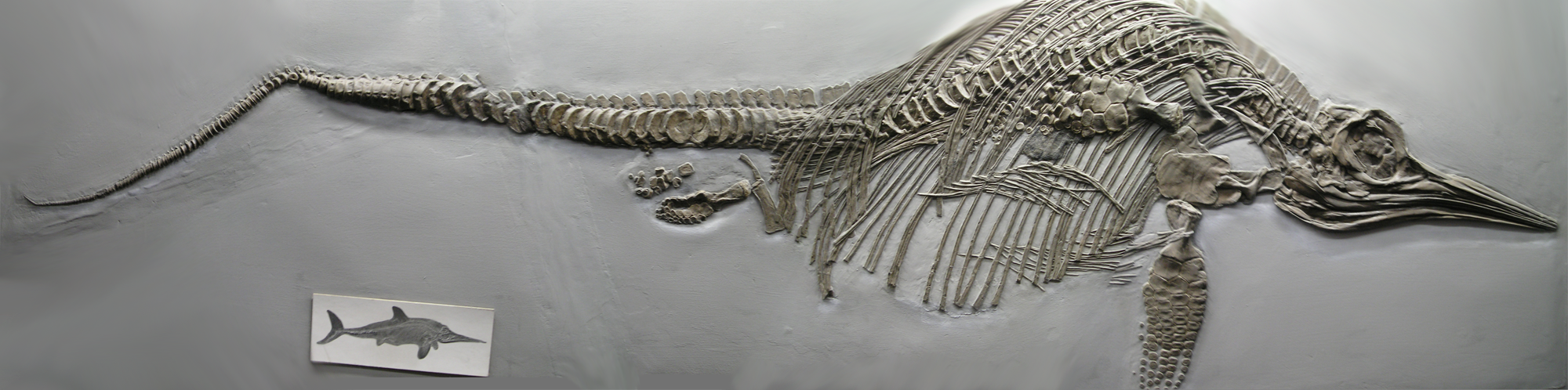
Scheletro di Stenopterygius

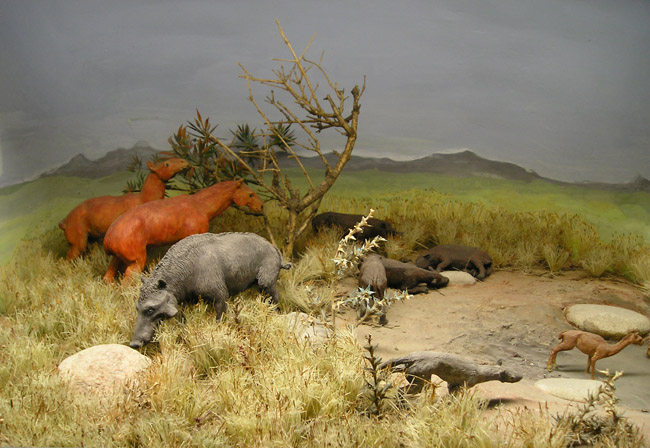
Diorama del Miocene

- La galleria degli uccelli;
- La grotta dei pipistrelli;
- La galleria sulla biodiversità;
- La galleria dei rettili;
- La galleria dell'età dei dinosauri.

### Galleria della cultura mondiale
- La galleria della fondazione A.G. Leventis dell'antico Cipro;
- La galleria cinese che comprende quattro sezioni;
- La galleria d'Africa: l'Egitto;
- La galleria dell'età del bronzo;
- La galleria di Corea;
- La galleria del Giappone;
- La galleria della Grecia;